# Bernard B. Brown
Pour les articles homonymes, voir Brown.
Bernard B. Brown est un ingénieur du son américain né le 24 juillet 1898 à La Farge (Wisconsin) et mort le 20 février 1981 à Glendale (Californie).

## Biographie
Bernard B. Brown a notamment travaillé sur les premiers films parlants, dont Le Chanteur de jazz, pour lequel il a même mis au point des techniques de playback.
Il a également composé des musiques pour des courts-métrages d'animation

## Filmographie partielle
- 1937 : Deanna et ses boys (One Hundred Men and a Girl) de Henry Koster
- 1938 : Cet âge ingrat (That Certain Age) d'Edward Ludwig
- 1939 : Veillée d’amour (When Tomorrow Comes) de John M. Stahl
- 1939 : Un pensionnaire sur les bras (East Side of Heaven) de David Butler
- 1940 : La Maison des sept péchés (Seven Sinners) de Tay Garnett
- 1940 : The Boys from Syracuse d'A. Edward Sutherland
- 1940 : Le Retour de l'homme invisible (The Invisible Man Returns) de Joe May
- 1940 : Chanson d'avril (Spring Parade) de Henry Koster
- 1940 : Sur la piste des vigilants (Trail of the Vigilantes) d'Allan Dwan
- 1941 : Hellzapoppin de H. C. Potter
- 1941 : Rendez-vous d'amour (Appointment for Love) de William A. Seiter
- 1942 : L'Agent invisible contre la Gestapo (Invisible Agent) d'Edwin L. Marin
- 1942 : La Voix de la terreur (Sherlock Holmes and the Voice of Terror) de John Rawlins
- 1942 : Les Mille et Une Nuits (Arabian Nights) de John Rawlins
- 1943 : L'Ombre d'un doute (Shadow of a Doubt) d'Alfred Hitchcock
- 1943 : Échec à la mort (Sherlock Holmes Faces Death) de Roy William Neill
- 1943 : Le Fantôme de l'Opéra (Phantom of the Opera) d'Arthur Lubin
- 1943 : La Sœur de son valet (His Butler's Sister) de Frank Borzage
- 1944 : Hollywood Parade (Follow the Boys) d'A. Edward Sutherland et John Rawlins
- 1944 : Le Signe du cobra (Cobra Woman) de Robert Siodmak
- 1944 : La Griffe sanglante (The Scarlet Claw) de Roy William Neill
- 1944 : La Perle des Borgia (The Pearl of Death) de Roy William Neill
- 1945 : Deanna mène l'enquête (Lady on a Train) de Charles David
- 1946 : Les Tueurs (The Killers) de Robert Siodmak

## Distinctions

### Récompenses
- 1940 : Oscar du meilleur mixage de son pour Veillée d’amour
- 1945 : Oscar scientifique et technique

### Nominations
- Oscar des meilleurs effets spéciaux
  - 1941 pour The Boys from Syracuse
  - 1941 pour Le Retour de l'homme invisible
  - 1943 pour L'Agent invisible contre la Gestapo
- Oscar du meilleur mixage de son
  - 1939 pour Cet âge ingrat
  - 1941 pour Chanson d'avril
  - 1942 pour Rendez-vous d'amour
  - 1943 pour Les Mille et Une Nuits
  - 1944 pour Le Fantôme de l'Opéra
  - 1945 pour La Sœur de son valet
  - 1946 pour Deanna mène l'enquête